# Ebbe Schwartz
Ebbe Schwartz (* 3. Mai 1901; † 19. Oktober 1964 am Waikiki Beach in Honolulu, Hawaii) war ein dänischer Fußballfunktionär. Er war unter anderem Gründungspräsident des europäischen Fußballverbandes UEFA.

## Karriere
Schwartz war von 1913 bis zu seinem Tod 1964 Mitglied des dänischen Fußballklubs AB Kopenhagen und bekleidete dort von 1948 bis 1955 das Amt des Schatzmeisters. Ab 1950 bis zu seinem Tod war er Präsident des Dänischen Fußballverbandes DBU. Weiterhin war Schwartz von 1954 bis 1962 erster Präsident des europäischen Fußballverbandes UEFA, danach von 1962 bis 1964 Mitglied des Exekutivkomitees und Vizepräsident des Weltfußballverbandes FIFA.
Der aus der bürgerlichen Sportbewegung Kopenhagens stammende Ebbe Schwartz galt zur Zeit seiner UEFA-Präsidentschaft als ausgezeichneter Vermittler. Zeitgenossen erlebten ihn als kameradschaftlichen und gefühlvollen Mitmenschen. Als sportbegeisterter Mensch war er u. a. Besucher der Olympischen Spiele 1964 in Tokio. Auf seiner Heimreise, bei einer Zwischenlandung in Hawaii, ereilte den Sportfunktionär der Tod. Der damals erst 63-jährige Ebbe Schwartz erlag den Folgen eines Herzinfarktes.
| Personendaten    | Personendaten             |
| ---------------- | ------------------------- |
| NAME             | Schwartz, Ebbe            |
| KURZBESCHREIBUNG | dänischer Sportfunktionär |
| GEBURTSDATUM     | 3. Mai 1901               |
| STERBEDATUM      | 19. Oktober 1964          |
| STERBEORT        | Honolulu                  |